# Tania Leon
Pour les articles homonymes, voir  Leon.
Tania Leon (Wellington, 4 mai 1945 - Nigtevecht, 15 août 1996) est une militante sud-africaine. Elle était membre du mouvement anti-apartheid aux Pays-Bas et de la branche néerlandaise du Congrès national africain.

## Biographie
Ruth Naomi Leon (connue sous le nom de Tania) est née le 4 mai 1945 à Wellington, en Afrique du Sud. Elle était le plus jeune enfant d'une famille de neuf personnes. Elle a suivi une formation d'enseignant et, au cours de l'année académique 1960–1961, elle a obtenu son lower primary teacher's certificate à l'Institut Athlone de Paarl, en Afrique du Sud. De janvier 1969 à juin 1972, elle a travaillé comme assistante d'enseignement au Mountain River High School de Wellington. Ensuite, elle a décidé de quitter l'Afrique du Sud parce que le régime d'apartheid est devenu de plus en plus répressif. Via le Danemark, elle est arrivée aux Pays-Bas en 1973, où en 1984 elle est devenue citoyenne néerlandaise. Elle a suivi une formation d'infirmière à Amsterdam de 1973 à 1976 et a travaillé d'août 1982 à début 1985 en tant qu'infirmière pour les Amsterdam Cross Societies. Elle a travaillé d'août 1986 à 1989 à la Fondation pour les femmes et l'informatique d'Amsterdam, et elle a été chargée de cours à la Women's School of Informatics en 1987. Elle est décédée le 15 août 1996 à l'âge de 51 ans à Nigtevecht,.